# Горно-Круш'є (община Македонський Брод)
Горно-Круш'є (мак. Горно Крушје) — село в муніципалітеті Македонський Брод, у районі Поріччя, в околицях міста Македонський Брод.

## Географія та розташування

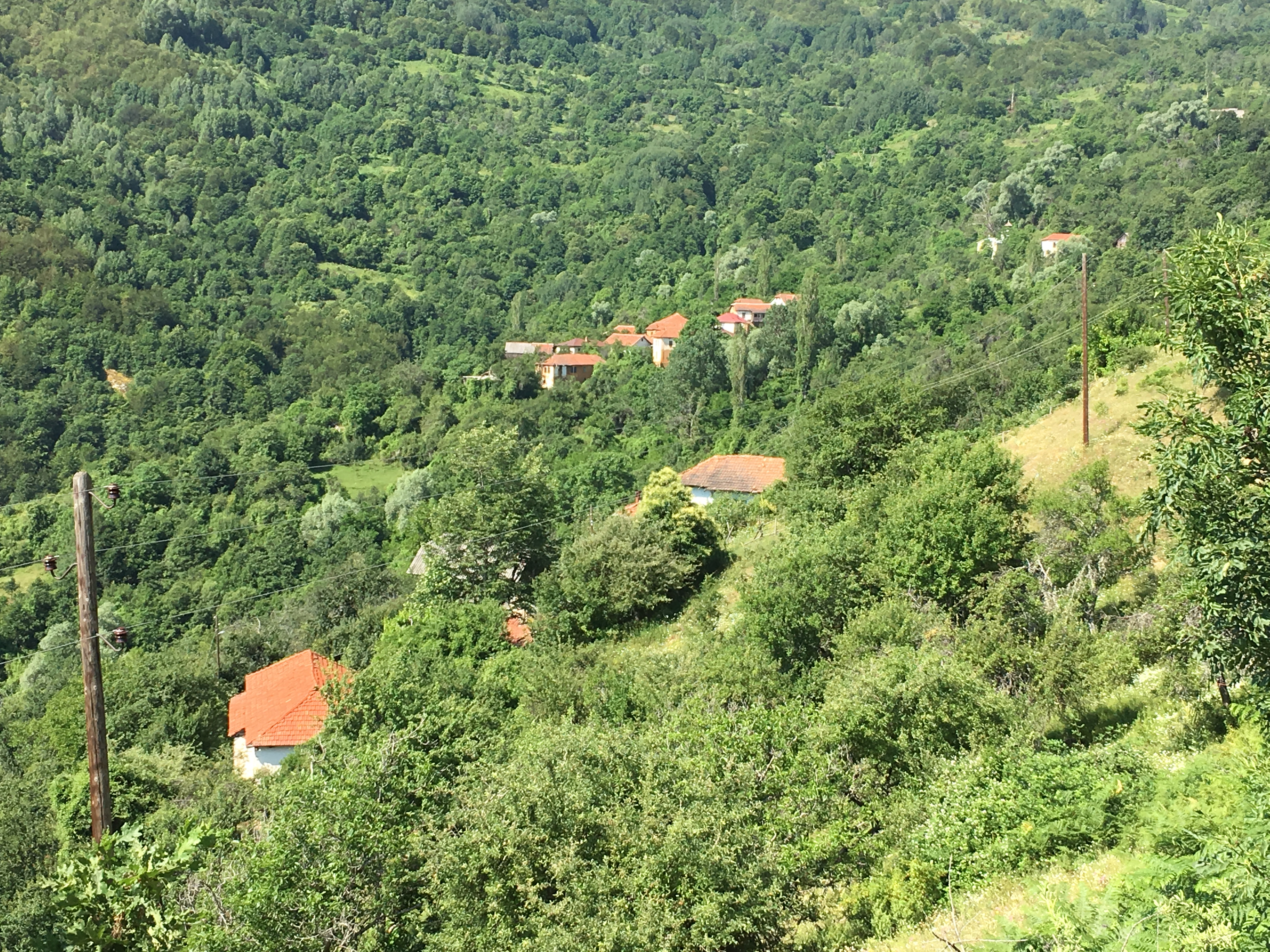
Вид на село

Село розташоване в районі Поріччя, у західній високій частині території муніципалітету Македонський Брод, чий тар межує з районом муніципалітету Кичево. Село гірське, на висоті 1160 метрів. Розташоване за 17 кілометрів від міста Македонський Брод.

Село з’єднує асфальтована дорога, яка веде з рівнинного села Слатина.

## Історія
У XIX столітті Горно Круш'є було селом у складі Поречської нахії Кичевської кази Османської імперії .

## Економіка
Село має змішане сільськогосподарське призначення.

## Населення

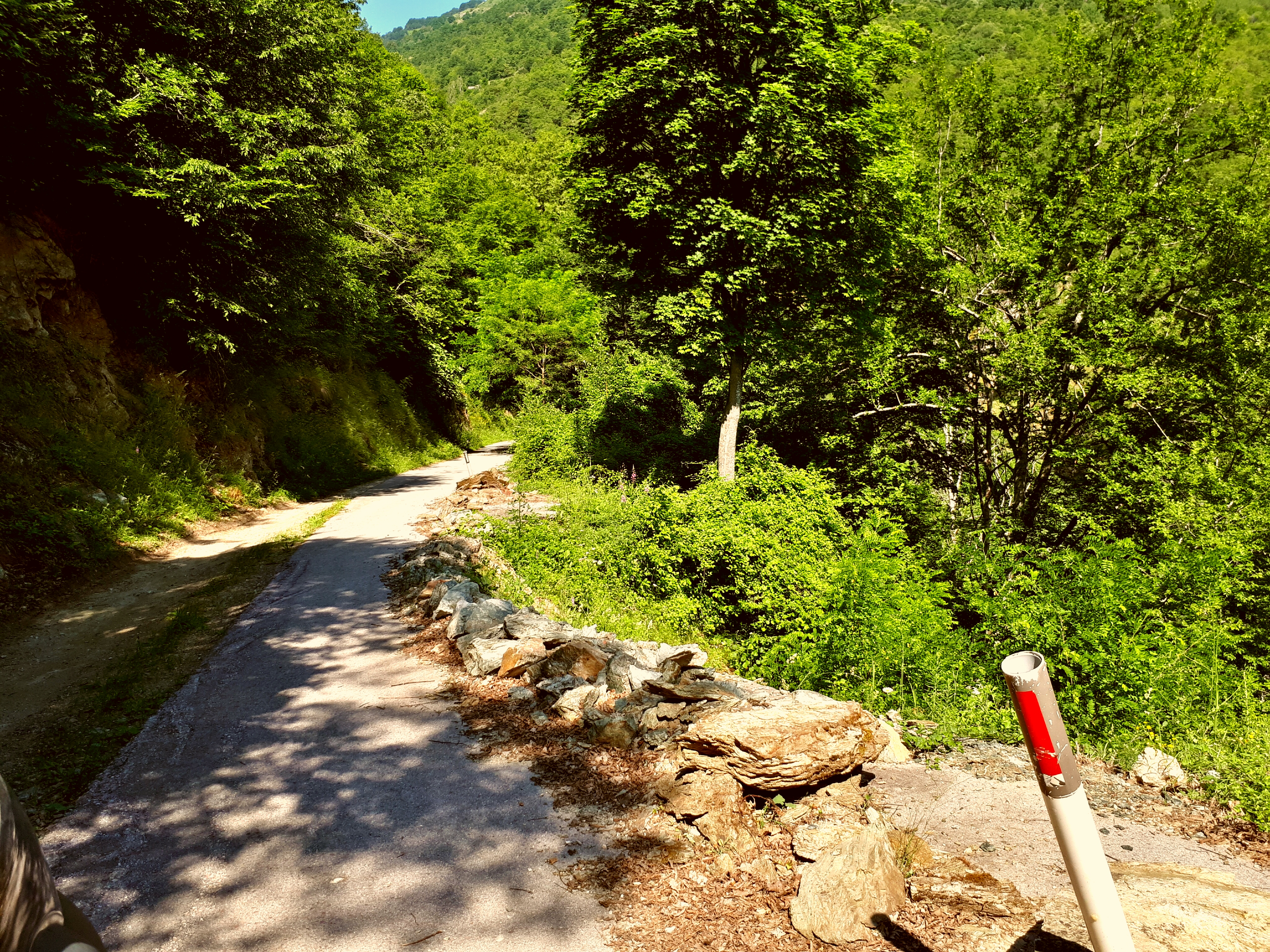
Пошкоджена асфальтова дорога до села

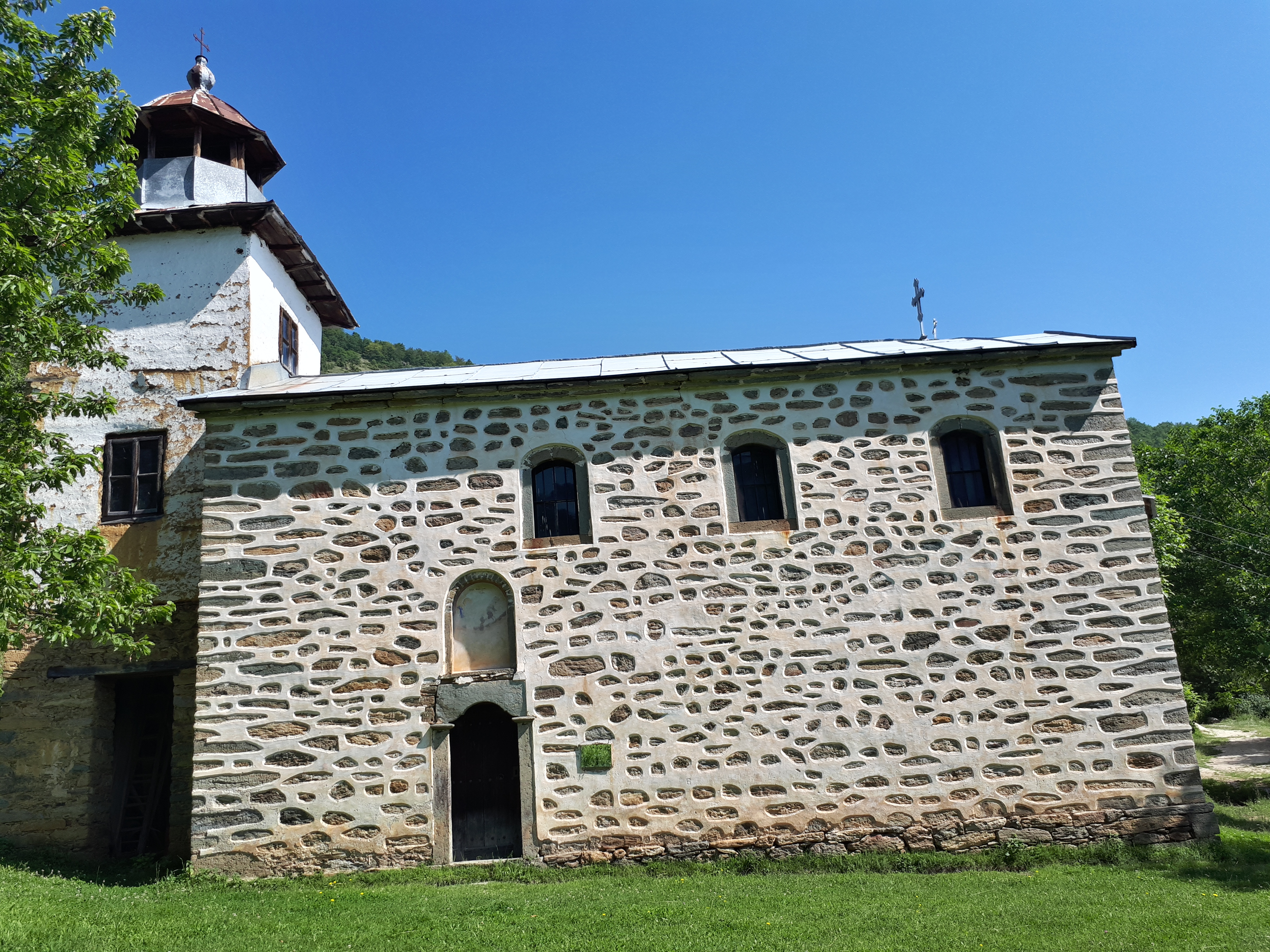
Вид на головну сільську церкву Св. Талалея

За даними Василя К'нчова («Македонія. Етнографія і статистика») за 1900 рік, село Круш'є (Горно і Долно разом) мало 512 жителів, усі македонці. Згідно з даними секретаря Болгарського екзархату Димитра Мішева (« La Macédoine et sa Population Chrétienne») у 1905 році в Круш'є (Горно і Долно разом) проживало 560 жителів. 
Значна частина населення виїхала з Горно-Круш'є. Так, в 1961 році в селі проживало 382 жителі, а в 1994 році кількість зменшилася до 66 жителів, македонське населення.
За даними останнього перепису населення 2002 року, село Горно Крушє мало 44 жителі, усі македонці. 
| Рік       | 1900 | 1905 | 1948 | 1953 | 1961 | 1971 | 1981 | 1991 | 1994 | 2002 |
| --------- | ---- | ---- | ---- | ---- | ---- | ---- | ---- | ---- | ---- | ---- |
| Населення | 512  | 560  | 417  | 419  | 382  | 327  | 192  | 80   | 66   | 44   |

Джерело за 1948-2002 г.: Државен завод за статистика на Република Македонија.

### Роди
Горно-Круш'є — суто македонське православне село. Усі родини в селі – переселенці. Спочатку село було розташоване вище, тому звідти спустилися родини Тодевців і Главевців, які заснували село на теперішньому місці.
Роди в Горно-Круш'є:
- Поселенці: Джуаловці, Огняновці і Главевці (5 тис.) — це один рід, який поселено з якогось місця в Косові. Існує також інший переказ про Огненовців та Джуаловців, згідно з якою вони переселилися з Касторії до Егейської Македонії.[9] ; Тодевці переселилися з переміщеного міста Закамен в околицях Ельбасана (як кажуть жителі цього роду).

## Самоврядування і політика
Село є частиною общини Македонський Брод, який був змінений новим територіальним поділом Македонії в 2004 році, і до нього було додано колишню общину Самоков. У період з 1996 по 2004 рік село входило до складу колишньої общини Македонський Брод.
У період 1950-1952 рр. село було частиною колишньої общини Слатіна, до якої входили села Грешніца, Горно-Круш'є, Долно-Круш'є та Слатіна.
У період 1952-1955 рр. село входило до складу тодішньої общини Долні-Манастирець, у якій, крім села Горно-Круш'є, були села Горні-Манастирець, Долні-Манастирець, Долно-Круш'є, Драгов Дол, Слатіно, Томіно Село і Топольніца.
У період 1955-1957 рр. село входило до складу тодішньої общини Манастирець.
У період 1957-1965 рр. село знаходилося в колишній общині Брод.
У період 1965-1996 років село входило до складу великої общини Брод.

### Виборча дільниця
В селі є виборча дільниця № 0234 за даними Державної виборчої комісії, яка знаходиться в окремому приміщенні.
На місцевих виборах 2017 року на цій дільниці зареєстровано 36 виборців. На президентських виборах 2019 року на цій дільниці зареєстровано 34 виборці.

## Культурні пам'ятки
Церкви 
- Церква Св. Талалея — головна сільська церква.